# Paspalum gemmosum
Paspalum gemmosum är en gräsart som beskrevs av Mary Agnes Chase och Stephen Andrew Renvoize. Paspalum gemmosum ingår i släktet tvillinghirser, och familjen gräs. Inga underarter finns listade i Catalogue of Life.